# 七つの海のティコ
『七つの海のティコ』（ななつのうみのティコ）は、1994年1月16日から12月18日まで、フジテレビ系列で全38回が放送された、日本アニメーション制作のテレビアニメ。『世界名作劇場（ハウス世界名作劇場）』の第20作目に当たる。
放送時間は当初は毎週日曜19:30 - 19:58であったが、1994年10月23日放送分（第30話）より2分拡大の19:30 - 20:00（いずれもJST）に変更された。

## 概要
世界名作劇場20周年記念作品として制作された本作品は、初の試みとして原作となる作品が存在しない、完全なオリジナル作品として制作されている。また時代背景が放送当時の「現代（1994年当時）」であることや、主人公が東洋系（日系アメリカ人）という設定、それに作中への日本や日本人の登場もシリーズ初にして唯一である。
キャラクターデザインは数人のアニメーターに依頼をして選抜されたのが森川聡子である（他の作品では、ほとんどがプロデューサーが決めてしまうことが多い）。理由としては外注より社内班の人間の方が予算が安いとされている。他に仮デザインを担当したアニメーターは、小松原一男、高野登、佐藤好春などがいた。
設定やストーリー展開など『未来少年コナン』や『天空の城ラピュタ』、『ふしぎの海のナディア』と似た要素が多いが、これは『未来少年コナン2』という名のテレビシリーズとして用意されていた設定を転用しているためである。物語の最終盤では、動物たちが集団で人に襲いかかるヒッチコックの「鳥」のような描写や、（夢や妄想ではなく）異世界が現れるなど世界名作劇場では珍しいSF風な演出が取られている。

## あらすじ
早くに母を亡くした主人公の少女・ナナミは、海洋生物学者の父・スコットと相棒のアル（アルフォンゾ）とともにティコというシャチを連れて海洋調査船「ペペロンチーノ号」で暮らしながら世界中を旅している。目的は伝説の生き物「ヒカリクジラ」を探すことだが、なかなか手掛かりすら見つからない。冒険好きのお嬢様女子大生・シェリルと彼女の執事のジェームズ、そしてスコットの大学時代の先輩の息子・トーマスを仲間に加え、ヒカリクジラを捜し求めて世界中の海へ冒険の旅に出る。
しかし、トロンチウムを探し求めている組織「GMC」がヒカリクジラからトロンチウム反応（後述、ヒカリクジラの欄）が出ることを突き止めると、GMCはヒカリクジラを捕獲し、生態調査を始める。人間の技術進歩が他の生物の犠牲の上に成り立つことがあってはならないと考えるスコットは、GMCへと乗り込む。

## ペペロンチーノ号の航路
サンフランシスコ（第1話）→パナマ運河→バハマ（第2話）→リオデジャネイロ（第4話）→ザイール川（第8話）→ナイル川（第10話）→エーゲ海（第11話）→シチリア（第14話）→リスボン→カナリア諸島（第16話）→ドーバー海峡→北海（第18話）→ヌーク（第20話）→北極（第21話）→ベーリング海（24話）→日本（25話）→マリアナ海溝（28話）→ニューブリテン島（29話）→シドニー（30話）→コモロ諸島（32話）→南極（南極海）（35話）
物語の展開上、入国許可に関するシーンは基本的に描かれておらず、寄港先にはスムーズに上陸している。

## 登場人物

### ペペロンチーノ号乗組員
ナナミ・シンプソン
声 - 林原めぐみ
アメリカカリフォルニア州バークリー出身の11歳の少女で、父親に同行し世界を旅している。アメリカ人の父親と日本人の母親との間に生まれたハーフで、名前は日本語の「七つの海」に由来する。髪はオレンジ色。好奇心旺盛で正義感が強いが無鉄砲な性格で、スコットたちの言いつけを守らず勝手に判断して行動を取ることもある。食欲は旺盛だがテーブルマナーを知らないため、食事の場で悪戦苦闘したということもあった。
作中では、子供ながら5分以上呼吸なしで水深100m以上素潜りができるという特技を持つ。自身の生まれた日にスコットが助けた（後述、スコットの欄）シャチのティコとは、お互い幼い頃から海辺で過ごしてきたため一心同体。ナナミがティコを呼ぶ時は海に向かって名前を叫ぶか、少し離れている場合は携帯用の小さな笛を吹いて呼び寄せる。裏設定としての名前の由来はハウス食品の七味唐辛子＝七つの海・ペペロンチーノ号という語呂合わせが影響している。
シェリルやスコットからは"ナナミ"ではなく"ナナミ"と呼ばれている（太字はアクセント）。
スコット・シンプソン
声 - 池田秀一
ナナミの父。髪は濃い茶色で、顎ひげを生やしている。カリフォルニア大学を卒業後、大学院の海洋生物の研究室に入る。研究生時代に妻との間にナナミが生まれ、同日浜に打ち上げられた赤ん坊のティコを助けるという2つの命と運命的な出会いをしている。しかし、その後仲間達と研究の考えが食い違うようになり研究室を飛び出す。現在は海洋調査のため、そして幻のヒカリクジラを探すため、ナナミとともにペペロンチーノ号で世界中の海を旅している。自身が持つヒカリクジラの骨は、ティコが偶然サンフランシスコの近海で拾ったもの。海洋学及び海洋生物学を中心に様々なことを知っており、ナナミたちの疑問にその都度分かりやすく教えている。
アルフォンゾ・アンドレッティ
声 - 緒方賢一
ヨーロッパの港でスコットと知り合いペペロンチーノ号に乗り込んだ、シチリア沖の島出身の男性。通称・アル。「オーキードーキー(“OK”のような意味)」が口癖で日常的に使っている。船はもちろん、機械全般や電気工学にも明るいようで、海中で活躍する潜水球「スクイドボール」を開発した。宝探しをしたり停泊地でカニを売ったりして一儲けしようとするが、いつも失敗するためナナミやスコットから苦笑いされている。当初はペペロンチーノ号に自身の部屋があったがシェリルに取られたため、トーマスと貨物室で寝起きするようになる。祖母のロザリンドには頭が上がらない。
シェリル・クリスティーナ・メルビル
声 - 水谷優子
メルビル財閥の一人娘にして唯一の跡取り。イギリスの大学の経済学部に通う大学生。冒険を求めてペペロンチーノ号に乗り込む。わがままで気が強い典型的なお嬢様だが、好奇心旺盛で行動力も抜群で面白そうなことには何にでも首を突っ込みたがる。強がった言動が多いが、ナナミが辛い時には姉のように接するなど実は優しい性格である。また、スコットに淡い恋心を抱いているが、その想いが通じる事は無かった。一応免許は持っているが運転が下手で荒く、ヘリコプターと飛行機を各1機墜落させたことがある。
トーマス・ルコント
声 - 松井摩味
バハマでナナミたちと出会ったアメリカ出身の10歳の少年。父親のルコント博士と共に海洋調査船スコーピオ号で旅をしている。当初は内気かつ嘘つきな性格で、ナナミたちをトラブルに巻き込んだ挙句、「海が嫌い」などと主張していた為、アルから「何にもできない弱虫」と挑発されてしまう。更に無断でスクイドボールに乗り込んで海溝に沈む事故を起こしてしまうが、自ら努力して生還したことでアルから「海の男」として認められ、それを機に父から離れてナナミたちと冒険することを決める。コンピュータ操作が得意でゲームを作ったり、ナナミたちとの旅の間アクシデントが起こった時にパソコンを使って解決策を探るなど活躍する。
ジェームス・マッキンタイア
声 - 増岡弘
メルビル家に仕えて30年になる執事。1日6回のティータイムを大切にするイギリス人紳士。寝る時に大きないびきをかく。忠実な執事として仕えているが暇を出されるのを覚悟して主に意見したり、シェリルの暴走を諫めるなど芯の通った一面がある。フランス製の製品が嫌いだが、来日した時は日本の鉄道の時間の正確さに感動した。作中の前半で部屋数の関係でペペロンチーノ号を降りてスコーピオ号に乗船するが、カナリア諸島でペペロンチーノ号と再会し、再びナナミたちと旅を共にする。父方は代々メルビル家に仕える執事の家だが、母方の叔父は船乗りということもあり船乗りの言い伝えや噂などをいくつか知っている。

### 動物
ティコ
全長8メートル、体重7トンの大きなシャチ。推定年齢18歳のメス。スコットに助けてもらった後彼に飼われ始める(スコットたちは海で生活しているため放し飼い状態)。いたずら好きな性格をしているが、いざという時はナナミたちのピンチを助ける勇敢さも持つ。普段は、ペペロンチーノ号に追随して移動している。物語の中盤でジュニア（下記）を出産するが、北極でアルを助けるため命を落とす。
ティコジュニア
ティコの子供。生まれたばかりの頃は「ジュニア」と呼ばれていたが、母ティコ亡き後はナナミから「ティコ」と呼ばれるようになる。母親に似て、大のいたずら好き。生まれた当初はナナミに素っ気ない態度を取っていたがしばらく後にナナミと仲良くなり、母親と同じく一心同体のような存在となる。
ヒカリクジラ
スコットが7年間探し求めてきた伝説のクジラ。このヒカリクジラからトロンチウム反応が発生している為、GMCが捕獲を試みている。
トロンチウム反応とは、ヒカリクジラの体内で合成されたトロンチウムという物質により全身が発光する現象の事。死んだ後の欠片(骨やヒゲなど)ですら小さな光を放つ。それらがある程度の距離で接近するとトロンチウム反応が強くなる(共鳴し合って輝きが増す)ため、作中ではヒカリクジラの骨を持つスコットにとってヒカリクジラを探す手がかりの一つとなっている。また、トロンチウム確保を目論むGMC側もこれを利用している。
当初、トロンチウムの利用目的はコンピューターチップの性能を上昇させる半導体の触媒とされていたが、ヒカリクジラ捕獲で得られたデータによって遺伝子を組み替える性質が発覚。ルコントはトロンチウムが地球生物の進化に影響していたという仮説を立てている。また、GMCは当初からこの性質を把握しており、生物兵器開発に利用する事を企んでいた。
物語最終盤ではスコットから「クジラではなくその形態を真似た未知の存在ではないか」という仮説が示され、ナナミとの交流により彼らが太古から「命を見守り、見届ける者」だと明かされた。
ロロ
声 - 山田恭子
リチャード（下記参照）が飼っているオウム。
ツピック
トゥピアといつも一緒にいる犬。2年前に4歳のトゥピアと共に“光る氷山”を見ており、その後彼女を背負い50マイル（約80km）も歩き続けて帰ってきたという。
ホオジロザメ
1話で登場した巨大なサメ。サンフランシスコ近海で暴れまわり、懸賞金を出したうえで自ら退治しようとしていたシェリルの潜水艦にも襲い掛かったが、ティコに撃退され人のいない海域へ逃がされた。
シロナガスクジラ
6話で初登場した地球最大の哺乳類。スコットは超音波による地球規模のネットワークを構築しているという仮説を持っている。7話で海底火山へ沈みかけたトーマスを救ったり、24話で生命と死のサイクルをナナミに示したり、34話ではヒカリクジラを追うような大群が現れたり、38話では国際南極財団の基地を攻撃、39話では長老の下に集うなど物語の要所で活躍している。
ダイオウイカ
33話に登場。コモロ諸島近海に棲息する巨大生物で、その目撃談をヒカリクジラと誤解したスコットのスクイドボールやペペロンチーノ号に襲い掛かった。ゲイルが海上にガソリンを撒いて火を点けた事で撃退された。

### GMC関係者
ルコント博士
声 - 納谷六朗
トーマスの父で、スコットの大学時代の先輩。研究方針の違いからスコットとは袂を分かっている。科学発展のためには一定の犠牲も許容するリアリストではあるが、GMCの手段を選ばないやり口にも嫌気がさしており、研究者としての矜持はスコット同様に持ちあわせている。数年ぶりに再会したスコットからヒカリクジラという幻の海洋生物の存在を知る。トーマスのことは愛しているがヒカリクジラの研究に夢中で、あまり息子にかまってあげられていない。妻がいるが現在は別居状態。中盤で数体のヒカリクジラの骨しか見つからず落胆して帰宅し、しばらくの間自宅で過ごしていたが後日ベネックスからヒカリクジラの新しい情報を見せられて再び航海に出る。
しかし生物兵器開発に固執するベネックスのやり口に遂に愛想を尽かし、スコットと共にヒカリクジラを解放する。以降はスコットとの友情やトーマスとの絆を取り戻し、ラストシーンでは別居していた妻とも復縁している。
ナターリャ・カミンスカヤ・ベネックス
声 - 川島千代子
世界経済の乗っ取りを企む巨大企業GMCの女幹部。トロンチウムを探すためにルコントを援助している。ルコントによると、トロンチウムはコンピュータ・チップの性能を飛躍的に向上させることが理論上は確かめられている、とされており、ベネックスも建前としてはそれを目的としているが、真の狙いはトロンチウムを利用しての生物兵器開発である。スコットが持つヒカリクジラの研究資料を手に入れるために、表向き“GMCであなたの研究に多額の資金援助をする”と話を持ちかけるが断られたため、その直後部下に資料を盗ませるなど手段を選ばない。南極ではヒカリクジラを捕獲するために化学兵器の使用を強行したり、ペペロンチーノ号への放火を命じるなど、より過激な手段をも辞さなくなっていく。
世界名作劇場に登場する“悪い人”という位置づけのキャラクタ－の中でも「特段の事情があるわけでもなく、動機も真意にも悪の要素以外はなく、最後に改心したり自らの行いを悔やんだりもしない」という珍しい存在で、その結末として明確な死が描写された（搭乗していたヘリコプターもろとも建造物に衝突して爆死）という点でも特異なキャラクターである。
ゴロワ
声 - 山下啓介
GMCの一員。トロンチウムを手に入れるため、ルコントを利用する。
ルコント博士に言わせると「お目付役の、くだらない男」。実際、北極ではヒカリクジラの骨を入手しようと無謀な行動を命じて自船を危機的状況に陥らせてしまう。その状況をペペロンチーノ号の救助活動によって救われたが、その救助活動のためにペペロンチーノ号に危険が迫っているのを尻目に「自船と乗組員の安全」を理由に見捨てようとするなど、自己中心的を通り越した無茶苦茶な言動を取っている。23話で北極を脱出して以降の動向は不明。
ステーブン
声 - 塩屋浩三
スコーピオ号の船員。また他にもクルーA（声 - 新田三士郎）、クルーB（声 - 佐藤浩之）がいる。ゴロワとルコント以外のスコーピオ号の乗組員はGMCの存在やこの船の正体を知らされておらず、“海洋哺乳類の調査船”の乗組員として作業をしており、ベネックスやゴロワとは違って善良な人物たちである。
船医
声 - 立木文彦
トゥーピアが怪我したときに治療した医者。

### サンフランシスコ
男性アナウンサー
声 - 中村秀利
シェリルによって発見されたのは懸賞金がかけられたホオジロザメではなく、大きなシャチ(ティコ)だったとニュース番組で伝える。
女性レポーター
声 - 中村尚子
シェリルが乗ったメルビル財閥のクルーザーがホオジロザメに襲われ、今後も人を襲う可能性があることを港からリポートする。
男性レポーター
声 - 新田三士郎
メルビル財閥からサメ退治に100万ドルの賞金がかけられ(実際にはシェリルが個人的に言い出した)、賞金目当ての男たちが港から船で出ていく様子をリポートする。
若者
声 - 佐藤浩之

### リオコネクション関連
メタル・クロー
声 - 郷里大輔
密輸を企む組織・リオコネクションの一味。右手は金属製の鋭利な爪が付いた義手。黒服の部下達を率いて、組織のアジトでアザラシを殺して剥製にし、中に銃を入れるという卑劣なやり方で銃の密輸をしている。しつこい性格でその後ザイール川までナナミたちを追いかけてくる。
ドン・グルド
声 - 加藤治
リオコネクションのボス。リオデジャネイロの海沿いにあるアジトに住んでいる。組織が行ったアザラシ殺し＆銃の密輸の現場を外部の人間に写真を撮られ、そのフィルムの取り戻しに失敗したクローに取り戻すよう命じる。
クローの手下
声 - ニコロ（二又一成）、セバチアーノ（江川央生）、ルドルフォ（田中和実）、アントニオ（相沢正輝）、フェルナンド（佐藤浩之）
クローの命令でリチャードを追いかけている。その後密輸現場の証拠フィルムを持つリチャードをスコットたちが匿ったため、ペペロンチーノ号を機関銃で襲撃したりナナミを人質に取るなど力づくで取り戻そうとする。
リチャード
声 - 塩屋翼
海の生き物を撮影しながら世界中を旅しているカメラマン。リオコネクションがアザラシを殺し、銃を密輸する現場を偶然に見てしまい、リオコネクションから追われることになる。「リチャード!」と鳴くオウム・ロロ（上記参照）を飼っている。
サントス
声 - 竹村拓
リチャードの友人。リオデジャネイロの警察官。

### アフリカ
ゲイル
声 - 石丸博也
アフリカで出会った青年。財宝を求めて旅をしていた所、偶然知り合ったシェリルに好意を寄せ始める。魚が嫌いで、ティコのことも「魚の化け物」と言って腰を抜かす。口の悪い軽薄そうな男でアルを騙したこともあるが、ティコやペペロンチーノ号の危機を救うこともある。シドニーでナナミ一行と再会し、コモロ諸島で聞いた「光る海洋生物を見た」という目撃情報を教える。ダイオウイカに襲われたペペロンチーノ号を救うが、乗っていた飛行機が空中分解したため重傷を負って病院送りとなった。また、シェリルがスコットと結ばれたと勘違いしたため潔く祝福していた。

### エーゲ海
ジョージ・タフト
声 - 石塚運昇
アメリカ上院議員で大富豪。2年前にクルーザー事故を起こして娘を死なせてしまう。以来、タフト家は家族の絆を失う。泳ぎが苦手。家族で豪華客船のゼメキス号でクルーズ旅行中だが、この旅行が終わるとメグとは離婚することが決まっている。
メグ・タフト
声 - 高島雅羅
ジョージの妻。ナナミをゼメキス号に招待する。出会ったナナミが死んだ娘の面影と似ていたため、娘との楽しかった日々を思い出して泣き出してしまう。
テリー・タフト
声 - 冬馬由美
ジョージとメグの息子。クルーザーの事故で命は助かったが、歩けない体になってしまった。心の中で、妹のマギーが死んだのはジョージのせいと憎んでいる。旅行が終わると両親のどちらかを選んで暮らすことになっている。
マギー・タフト
声 - 笠原留美
ジョージとメグの娘で、テリーの双子の妹。2年前のクルーザーの事故で亡くなる。ナナミに顔が似ていた。

### シチリア
ロザリンド
声 - 京田尚子
アルの故郷・シチリア島に住む、アルの祖母。気性が激しく、帰ってきたアルを張り倒すほど元気な老婆。スパゲッティやピザなど料理がうまい。
ルイージ
声 - 田口昂
シチリア島の村長。赤ん坊の頃にロザリンドにおしめを替えてもらったこともあり、彼女には頭が上がらない。自宅は島で唯一の宿屋を経営。村の発展を考えて村の外から来たリゾート業者に開発を頼もうとしている。
エンリコ
声 - 島田敏
ロザリンドの孫で、アルの従兄弟にあたる。アル曰く「男前」で彼とは似ていない。島の土地開発に反対しているが本心ではルイージと同じく村の発展を望んでおり、無断でジョルディーノに土地の権利書を売り渡してしまう。
カルロとその女房
声 - 中嶋聡彦、上村典子
家の前の路地でたまたまロザリンドがルイージを叱りつけているやり取りを見ながら夫婦で会話する。

セルジオ
声 - 平野正人

ジョルディーノ
声 - 西村知道
島にやって来たナポリの開発業者の課長。島を乗っ取り、巨大なカジノや観光地を建設しようとする。土地の権利を渡してもらうまで表向きロザリンドたちに愛想よく振る舞いゴマをすっているが、実際は裏で村民たちを田舎者呼ばわりして見下している。エンリコが自分たちの企みに気付いた際には彼を暴行している。
マルセリーニ
声 - 徳丸完
ナポリの開発業者社長。元はニューヨークマフィアの殺し屋で、殺人や人質を取るなどの非合法的手段を取ってでも目的を果たそうとする。
部下A
声 - 新田三士郎
ジョルディーノの部下。村民たちの土地の権利書の管理を担当。背が高く手荒い行動を取る。
部下B
声 - 立木文彦

### 北海
メルビル
声 - 阪脩
シェリルの父で、メルビル財閥の会長。早くに妻を亡くしている。典型的なワンマンかつ親バカだが、シェリルとの縁談を壊すまいとしたフィリップ・ビルモアの嘘を見抜いて一喝するなど、曲がったことが嫌いな一面も持ちあわせている。縁談に反対したジェームスに激怒して一度は解雇を言い渡したが、後に自らの非を認めて彼を讃えている。シェリルたちを見送る際、北極海を目指すペペロンチーノ号の乗組員全員に防寒具をプレゼントする。
フィリップ・ビルモア
声 - 家中宏
イギリスの有名大学を首席で卒業し、メルビル財閥が所有する北海油田の責任者となる。しかし、杜撰な管理が祟り、油田事故を起こしてしまう。自身の体裁を気にする性格で事故の責任を現場の部下になすりつけて誤魔化そうとしたがメルビル父娘に一瞬で見抜かれてしまう。そのため掴みかけていたシェリルとの縁談とメルビル財閥後継者の座をふいにしてしまい、あげく大降格されてしまった模様。
ゴードン
声 - 佐藤浩之
フィリップの部下。海底油田のパイプラインの点検などを行う作業員。作業中海底の落石によりケガをしてスコットに助けてもらう。しかし直後にフィリップに命じられてスコットたちの前で“（落石ではなく）自分の不注意でケガをした”と嘘の証言をする。
クーバー
声 - 幹本雄之
ゴードンの上司。作業員からの無線で、海底の崖が崩れて油田のパイプラインに危険が迫っていることを知り、フィリップに非常警戒態勢に入るべきと伝える。しかし自身より偉い役職であるフィリップに逆らえず応急処置で済まそうとする。
警備員
声 - 江川央生
シェリルと父の話を盗み聞きしていたナナミとトーマスを捕まえる。
女性客
声 - 松下美由紀
油田でのパーティーで酔いを覚ますため外の風に当たりに甲板に出た所、原油が漏れて海が黒くなっているのを目撃し、会場にいる人々にそれを伝える。

### 北極
トゥピア
声 - 矢島晶子
イヌイットの少女で、年齢はまだ6歳。普段から男の子みたいな話し方をしており、年上だが甘えん坊のトーマスに対し当初は挑発的な態度を取っていた。幼いながらも北極の厳しい暮らしに慣れており犬ぞりの扱いも難なくこなす。光る氷山を見たいというスコットたちに協力し、自身の犬ぞりで彼らを案内する。ゴロワが航路を確保するために行っていた発破による氷山の崩壊に巻き込まれ、負傷して入院する事になったが、その際に自身を救い出そうとしたトーマスを見直し彼と和解した。
老人
声 - 渡部猛
トゥピアの祖父。第16話でベネックスが、「GMCが手に入れたヒカリクジラのヒゲ」と言ってルコントに見せているが、これは数日前にGMCに強奪された自身の持ち物で先祖代々の家宝。その後やって来たスコットたちをGMCの仲間と誤解するが、勘違いと気づきヒカリクジラの情報を教える。

### 日本
洋子・シンプソン（ようこ・シンプソン）
声 - 藤井佳代子
ナナミの母。ナナミが3歳の時に亡くなっている。瀬戸内海にある小島の出身。アメリカに留学し海洋生物学を専攻し、同じゼミの研究室に所属していたスコットと結婚。歌うことが好きで、幼い頃のナナミに“ブランコの歌”をよく歌って聴かせていた。
渚（なぎさ）
声 - 岡本麻弥
洋子の妹で、ナナミの叔母。ナナミ達が洋子の生家を訪れた時にいろいろと世話をしてくれた。母の記憶がないナナミを不憫に思い、洋子が子供の頃に愛用していたぽっくり下駄やおもちゃのピアノを見せたり、生前の8mmフィルムを見せて失っていた母との思い出を思い出させる。
ナナミの祖父母
声 - 岸野一彦、羽鳥靖子
洋子・渚の両親。ナナミが幼かった頃の、8mmフィルムの映像の中に登場する。
ガイド
声 - 中村尚子
浅草寺で日本人観光客のガイドをしていた女性。
警官
声 - 川津泰彦
アルやシェリルたちが広島港でナナミとスコットを待っているときに職務質問した警察官。しかし事情を話したことでホテルに泊めてもらうことができ、料金も後払いにしてもらった。

### ニューブリテン島
ベン
声 - 山田恭子
昆虫博士と呼ばれている少年。ニューブリテン島から数km先にあるグリッター島にいるミイロタイマイを手に入れたいと思っていた所、ナナミと出会いハロルドと3人で蝶を捕まえにでかける。
ハロルド
声 - 石川寛美
ベンの友達。いつもカメラを持ち歩き、昆虫の写真を撮る。気が弱い少年である。ベン、ナナミたちとグリッター島に冒険しに行く。
ダニエル
声 - 高戸靖広
ガキ大将的存在。ベンやハロルドより背が高く悪童で嘘つきな少年。仲間3人で「グリッター島で苦労して捕まえたミイロタイマイ」と女の子たちに自慢していた所、ベンから「南米産の別の蝶だ」と文句を言われる。
キース、テッド
声 - 田野恵、丸尾知子
ダニエルの友達。ダニエルと同じく2人とも悪童。自分たちの蝶に文句をつけたベンを嘘つき呼ばわりする。
女の子
声 - 小野寺麻理子
ニューブリテン島に住むベン達との友達。ダニエルからグリッター島で捕まえたとする蝶を見せられ、取った時の話を興味深そうに聞く。

### シドニー
エリオット
声 - 堀之紀
スコットの大学時代の友人。シドニーで海洋研究所の所長を務める。スコットを自分の研究所に誘う。
悪徳業者
部下を使ってカモノハシの卵を密猟して手に入れ、その後“この卵を食べれば永遠に美しさを保てる”などと客のシェリルたちを騙して高値で売りつけようとする。
ラッセル
声 - 平尾仁彰

コンラッド
声 - 山野井仁

アーノルド
声 - 相沢正輝

ブラッド
声 - 長嶝高士

婦人
声 - 阿部道子
金持ちの婦人。本人によると美人らしいが、美しい顔を保つためにカモノハシの卵を買う。「これ以上美しくなったらどうしよう」などと冗談を言う陽気なおばさん。

### コモロ諸島
アンジュアン
声 - 岸野幸正
コモロ諸島のバーの店主。ゲイルの知り合い。がめつい性格で人に情報を教えては金を催促する。以前バーに訪れた漁師から聞いた、島の近海で光る魔物に船が襲われた話をスコットたちに教える。
バーの客
声 - 新田三士郎、川津泰彦
アンジュアンの知り合いで漁師である。

### 国際南極財団
アメリカに新しくできた南極の科学的研究をする組織で、GMCが資金援助をしており世界中から名のある海洋生物学者を集めている。
ダム＆ディー
声 - 峰恵研、佐藤正治
国際南極財団に所属する双子の教授。しばらくの間航海を辞めてスコーピオ号を降りたルコントの自宅に訪れ、彼を口車に乗せて国際南極財団の研究に誘う。
クーリエ
声 - 新田三士郎
国際南極財団の博士。微生物と遺伝子工学の分野では群を抜いており、その能力を買われてGMCの生物兵器開発の為、国際南極財団の博士に抜擢された。
ウィルクス
声 - 沢木郁也
国際南極財団の観測船の船長。艦長。ヒカリクジラを追うベネックスと共に南極海に向かう。ベネックスの強引なやり方に少々意見が合わないこともある。観測船には最新の軍事技術が使用されたものが搭載されている。
操縦士
声 - 幸野善之
国際南極財団の科学者。
隊員
声 - 佐藤浩之
国際南極財団の科学者。
アナウンスA、アナウンスB
声 - 新山志保、山野井仁
国際南極財団の観測船の館内アナウンス。乗組員たちにアナウンスで緊急指示を伝える。
科学者A
声 - 新田三士郎、園部啓一
国際南極財団の科学者。ルコントたちとトロンチウムをデータ解析をした結果、その利用範囲は病気の治療、新薬の開発、植物や家畜の改良など無限の可能性を秘めているとの見解を示す。
科学者
声 - 佐藤浩之、江川央生
国際南極財団の科学者。
警備員
声 - 私市淳
国際南極財団の警備員。
男A、男B
声 - 佐藤浩之、江川央生
ベネックスの部下。

### 南極
長老
声 - 北川米彦
ヒカリクジラの長らしき巨大な個体。南極にやって来たナナミとティコジュニアを呼び寄せ、海や生命のサイクルについて語る。
太古から生命を見守ってきたと語り、死者である洋子やティコを出現させてナナミやジュニアと対話させたり、まだ起きていない未来を見せる能力まで有する。その正体については「命を見守る者」という事以外は明確に語られる事は無かった。

## スタッフ
- 製作 - 本橋浩一
- 製作管理 - 本橋寿一
- 企画 - 清水賢治、佐藤昭司
- 原案 - 広尾明
- キャラクターデザイン - 森川聡子
- 設定協力 - 片渕須直
- 美術設定 - 伊藤主計
- 美術監督 - 森元茂
- 撮影監督 - 森田俊昭
- 色彩 - 小山明子、大城千恵子、小酒井久代
- 音楽 - 美和響
- 音響監督 - 藤野貞義
- プロデューサー - 鈴木吉弘、余語昭夫
- 監督 - 高木淳
- 制作 - フジテレビ、日本アニメーション

## 主題歌

### オープニングテーマ
「Sea loves you」
作詞 - 佐藤ありす / 作曲 - 清岡千穂 / 編曲 - 戸塚修 / 歌 - 篠塚満由美

### エンディングテーマ
「Twinkle Talk」
作詞 - 佐藤ありす / 作曲 - 清岡千穂 / 編曲 - 戸塚修 / 歌 - 篠塚満由美

### 挿入歌
「海で会えるよ」
作詞 - 佐藤ありす / 作曲 - 清岡千穂 / 編曲 - 戸塚修 / 歌 - 篠塚満由美
「ぶらんこの歌」
作詞 - 清岡千穂 / 作曲 - 松井亜弥 / 編曲 - 戸塚修 / 歌 - 藤井佳代子

## 各話リスト
| 話数   | 放送日         | サブタイトル                     | 脚本                       | 絵コンテ          | 演出              | 作画監督     |
| ------ | -------------- | -------------------------------- | -------------------------- | ----------------- | ----------------- | ------------ |
| 第1話  | 1994年 1月16日 | シャチをつれた少女 冒険者ナナミ  | 青山紀之                   | 高木淳            | 高木淳            | 大城勝       |
| 第2話  | 1月30日        | カリブの海賊は子供をねらう!?     | 三井秀樹                   | 片渕須直          | 稲垣卓也          | 井上鋭       |
| 第3話  | 2月6日         | 大西洋のギャングがやって来る!?   | 松井亜弥                   | 鈴木輪流郎        | 花井信也          | 五月女浩一朗 |
| 第4話  | 2月13日        | 逃げて逃げて逃げまくれ!!         | 三井秀樹                   | 楠葉宏三          | 稲垣卓也          | 大城勝       |
| 第5話  | 2月20日        | リオデジャネイロは眠らない       | 三井秀樹                   | 楠葉宏三 稲垣卓也 | 楠葉宏三          | 佐藤好春     |
| 第6話  | 2月27日        | シロナガスクジラに逢った日       | 青山紀之                   | 辻伸一            | 稲垣卓也          | 井上鋭       |
| 第7話  | 3月6日         | 大西洋の底 トーマスひとりぼっち  | 青山紀之                   | 辻伸一            | 花井信也          | 五月女浩一朗 |
| 第8話  | 3月13日        | ザイール川の沈没船 秘宝の謎      | 三井秀樹                   | 知吹愛弓          | 稲垣卓也          | 大城勝       |
| 第9話  | 3月20日        | 幻の地底湖に浮かぶ希望の船       | 松井亜弥                   | 楠葉宏三          | 楠葉宏三          | 佐藤好春     |
| 第10話 | 4月17日        | ペペロンチーノ号が陸を走る!      | 三井秀樹                   | 高木淳 楠葉宏三   | 楠葉宏三          | 井上鋭       |
| 第11話 | 4月24日        | プリンセス・ナナミ エーゲ海の夢  | 松井亜弥                   | 辻伸一            | 花井信也          | 五月女浩一朗 |
| 第12話 | 5月1日         | もうひとりのナナミと幸福な家族   | 松井亜弥                   | 辻伸一            | 稲垣卓也          | 大城勝       |
| 第13話 | 5月8日         | ああ! トーマス君の人生最悪の日   | 三井秀樹                   | 知吹愛弓          | 楠葉宏三          | 佐藤好春     |
| 第14話 | 5月15日        | 豪快! シチリア島のアル婆ちゃん   | 松井亜弥                   | 片渕須直          | 楠葉宏三          | 井上鋭       |
| 第15話 | 5月22日        | 素晴らしき団結! 空に舞うナナミ   | 松井亜弥                   | 片渕須直          | 花井信也          | 五月女浩一朗 |
| 第16話 | 5月29日        | 新しい仲間!! ティコの赤ちゃん!   | 松井亜弥                   | 知吹愛弓          | 楠葉宏三          | 大城勝       |
| 第17話 | 6月5日         | がんばれジュニア! 最初の深呼吸   | 池田眞美子                 | 高木淳 楠葉宏三   | 藤本次朗 宮下新平 | 佐藤好春     |
| 第18話 | 6月12日        | えっ!! シェリルさんついに婚約!?  | 登戸徹                     | 辻伸一            | 楠葉宏三          | 井上鋭       |
| 第19話 | 6月19日        | 北海油田大パニック 海鳥を守れ!   | 登戸徹                     | 知吹愛弓          | 花井信也          | 五月女浩一朗 |
| 第20話 | 6月26日        | ジュニアはナナミがきらいなの!?   | 松井亜弥                   | 知吹愛弓          | 高木淳            | 大城勝       |
| 第21話 | 7月3日         | 光る氷山! 北極海のオーロラ伝説   | 三井秀樹                   | 片渕須直          | 藤本次朗 宮下新平 | 佐藤好春     |
| 第22話 | 7月17日        | 氷の迷宮! 埋もれたままの時間     | 三井秀樹                   | 知吹愛弓          | 楠葉宏三          | 井上鋭       |
| 第23話 | 8月7日         | さようなら永遠に! ティコの死     | 登戸徹                     | 高木淳            | 高木淳            | 大城勝       |
| 第24話 | 8月14日        | 命を継ぐ者 海に響くクジラの歌    | 松井亜弥                   | 楠葉宏三          | 楠葉宏三          | 佐藤好春     |
| 第25話 | 8月21日        | 日本へ! 母さんの思い出を訪ねて   | 三井秀樹                   | 知吹愛弓          | 花井信也          | 五月女浩一朗 |
| 第26話 | 8月28日        | お母さんに会えた! 遠い日の夏     | 松井亜弥                   | 楠葉宏三          | 宮下新平          | 井上鋭       |
| 第27話 | 9月4日         | 霧の怪談! セントエルモの幽霊船   | 登戸徹                     | 片渕須直          | 楠葉宏三          | 大城勝       |
| 第28話 | 9月11日        | スクイドボール2号 深海をゆく!    | 三井秀樹                   | 辻伸一            | 藤本次朗          | 佐藤好春     |
| 第29話 | 9月18日        | ナナミの冒険 チョウの舞う島!     | 松井亜弥                   | 知吹愛弓          | 知吹愛弓          | 杉山東夜美   |
| 第30話 | 10月23日       | 永遠の美しさが手に入る奇跡の卵   | 発戸徹                     | 楠葉宏三          | 楠葉宏三          | 井上鋭       |
| 第31話 | （未放送）     | シェリルとスコット 無人島の一夜  | 松井亜弥                   | 知吹愛弓          | 宮下新平          | 大城勝       |
| 第32話 | 10月30日       | シーラカンスの海へ 光る怪物の謎  | 三井秀樹                   | 片渕須直          | 楠葉宏三          | 佐藤好春     |
| 第33話 | 11月6日        | スコット応答せず!! 悪魔の棲む海  | 三井秀樹                   | 片渕須直          | 宮下新平          | 井上鋭       |
| 第34話 | 11月13日       | 帆をあげろ!! 大追跡ヒカリクジラ  | 登戸徹                     | 加賀ツヨシ        | 高木淳            | 大城勝       |
| 第35話 | 11月20日       | ラストチャンス! 父さんの祈り     | 松井亜弥                   | 知吹愛弓          | 知吹愛弓          | 杉山東夜美   |
| 第36話 | 11月27日       | ヒカリクジラが危ない 悪魔の襲撃! | 三井秀樹                   | 片渕須直          | 宮下新平          | 井上鋭       |
| 第37話 | 12月4日        | 動き始めた野望! 南極大陸の城     | 登戸徹                     | 加賀ツヨシ        | 加賀ツヨシ        | 大城勝       |
| 第38話 | 12月11日       | ヒカリクジラの導き 鉄の城の最後  | 松井亜弥                   | 知吹愛弓          | 加賀ツヨシ        | 入好さとる   |
| 第39話 | 12月18日       | それぞれの旅立ち 永遠の光の輪    | 青山紀之 三井秀樹 松井亜弥 | 高木淳            | 高木淳            | 井上鋭       |

## 放送局
※放送日時・系列は本番組終了時（1994年12月）のもの。
| 放送地域       | 放送局             | 放送日時           | 放送系列                                     | 備考           |
| -------------- | ------------------ | ------------------ | -------------------------------------------- | -------------- |
| 関東広域圏     | フジテレビ         | 日曜 19:30 - 20:00 | フジテレビ系列                               | 制作局         |
| 北海道         | 北海道文化放送     | 日曜 19:30 - 20:00 | フジテレビ系列                               |                |
| 岩手県         | 岩手めんこいテレビ | 日曜 19:30 - 20:00 | フジテレビ系列                               |                |
| 秋田県         | 秋田テレビ         | 日曜 19:30 - 20:00 | フジテレビ系列                               |                |
| 宮城県         | 仙台放送           | 日曜 19:30 - 20:00 | フジテレビ系列                               |                |
| 福島県         | 福島テレビ         | 日曜 19:30 - 20:00 | フジテレビ系列                               |                |
| 新潟県         | 新潟総合テレビ     | 日曜 19:30 - 20:00 | フジテレビ系列                               |                |
| 長野県         | 長野放送           | 日曜 19:30 - 20:00 | フジテレビ系列                               |                |
| 静岡県         | テレビ静岡         | 日曜 19:30 - 20:00 | フジテレビ系列                               |                |
| 富山県         | 富山テレビ         | 日曜 19:30 - 20:00 | フジテレビ系列                               |                |
| 石川県         | 石川テレビ         | 日曜 19:30 - 20:00 | フジテレビ系列                               |                |
| 福井県         | 福井テレビ         | 日曜 19:30 - 20:00 | フジテレビ系列                               |                |
| 中京広域圏     | 東海テレビ         | 日曜 19:30 - 20:00 | フジテレビ系列                               |                |
| 近畿広域圏     | 関西テレビ         | 日曜 19:30 - 20:00 | フジテレビ系列                               |                |
| 島根県・鳥取県 | 山陰中央テレビ     | 日曜 19:30 - 20:00 | フジテレビ系列                               |                |
| 岡山県・香川県 | 岡山放送           | 日曜 19:30 - 20:00 | フジテレビ系列                               |                |
| 広島県         | テレビ新広島       | 日曜 19:30 - 20:00 | フジテレビ系列                               |                |
| 愛媛県         | 愛媛放送           | 日曜 19:30 - 20:00 | フジテレビ系列                               | 現・テレビ愛媛 |
| 福岡県         | テレビ西日本       | 日曜 19:30 - 20:00 | フジテレビ系列                               |                |
| 佐賀県         | サガテレビ         | 日曜 19:30 - 20:00 | フジテレビ系列                               |                |
| 長崎県         | テレビ長崎         | 日曜 19:30 - 20:00 | フジテレビ系列                               |                |
| 熊本県         | テレビ熊本         | 日曜 19:30 - 20:00 | フジテレビ系列                               |                |
| 鹿児島県       | 鹿児島テレビ       | 日曜 19:30 - 20:00 | フジテレビ系列                               | [ 注 15 ]      |
| 沖縄県         | 沖縄テレビ         | 日曜 19:30 - 20:00 | フジテレビ系列                               |                |
| 山梨県         | 山梨放送           | 水曜 16:30 - 17:00 | 日本テレビ系列                               |                |
| 高知県         | 高知放送           | 金曜 16:30 - 17:00 | 日本テレビ系列                               |                |
| 大分県         | テレビ大分         | 水曜 16:00 - 16:30 | 日本テレビ系列 フジテレビ系列                | [ 注 16 ]      |
| 宮崎県         | テレビ宮崎         | 日曜 18:00 - 18:30 | フジテレビ系列 日本テレビ系列 テレビ朝日系列 | [ 注 16 ]      |

## その他放送状況
山形県では、山形テレビ (YTS) のテレビ朝日系列のネットチェンジの影響で本放送時には放送されず、終了後に開局したさくらんぼテレビ (SAY) が、再放送に準じる扱いで未放送分の第31話を含めて放送した。
2016年8月29日より、CS放送局のアニマックスでデジタルリマスター版が初放送。デジタル修復により全編がハイビジョン化、標準サイズの上下をカットしている。

## ミュージカル
1994年7月から8月にかけて、後楽園ファミリーミュージカル「七つの海のティコ」が東京ドーム前特設テントで上演された。　

### スタッフ
- 演出・脚本 … 原勲夫
- 振付 … 田村連
- 作曲・音楽監督 … 山口ひで也（「ひで」は王偏に秀）
- 美術 … 本江義治
- 衣装 … 石井朋子
- 音響 … 小幡亨
- 照明 … 高見和義
- 舞台監督 … 山岡均
- プロデューサー … 山田比古三
- 製作 … イマジンミュージカル ほか

### 主要キャスト
- ナナミ・シンプソン … 樋口智恵子
- スコット・シンプソン … 名高達男
- アルフォンゾ・アンドレッティ … 山中堂司
- シェリル・クリスティーナ・メルビル … 相川恵里
- トーマス・ルコント … かないまりこ
- ルコント博士 … 高畑信之
- ゴロワ … 稲木雄二
- ナターリャ・カミンスカヤ・ベネックス … 小野妃香里

## CD
いずれのCDにも、上記オープニングテーマ『Sea loves you』とエンディングテーマ「Twinkle Talk」が収録されている。
- シングル
  - 世界名作劇場 七つの海のティコ Sea loves you / Twinkle Talk （1994年2月21日、発売元：日本コロムビア、名義：篠塚満由美）
  - 8センチCDとして発売。通常、8センチCDは縦長のケースに封入されており、ケースの仕様が紙とプラスチックで出来ている物の場合、紙の裏側（ケースを開いた際にCDの上に来る部分）に歌詞が記載されているが、同曲では無記載である代わりに歌詞の記載された別紙が封入されている。こうした形態は、演歌のシングルCDでよく見られたものである[注 17]。
- サウンドトラック
  - 七つの海のティコ Song Collection （1994年8月1日、発売元：フォルテ・ミュージックエンタテインメント、販売元：日本コロムビア）
  - 七つの海のティコ Music Collection （1994年12月1日、発売元：フォルテ・ミュージックエンタテインメント、販売元：日本コロムビア）
- ドラマCD
  - 七つの海のティコ 百万ドル争奪 ウルトラマリン・グレートレース （1994年8月21日、発売元：フォルテ・ミュージックエンタテインメント、販売元：日本コロムビア）
- レーザーディスク（全5巻）現在廃盤
  - 第5巻（最終巻）に音声特典として挿入歌のインストルメンタルヴァージョンが収録されている。

## ビデオ・DVD
- LDソフト 1995年4月25日 発売元：バンダイビジュアル 全4巻（廃盤）
- VHSソフト 発売元：パイオニアLDC 第8巻（廃盤）
- DVDソフト 2001年10月25日発売 発売元：バンダイビジュアル 全7巻 入手可能（レンタルあり）

## ゲーム
1995年に本作品を含めた4作品を題材にした『世界名作劇場』のピコソフトがセガ・エンタープライゼスより発売。本作品はその4ページ目で、アクションゲームにあたる。キャラクターを使い分けつつ様々な敵集団と戦い、ヒカリクジラを目指していく。ストーリーが進むにつれ、戦う仲間も増えてくる。
他　Windows 3.1版
「Tico Treasure In Coast & Ocean」（日本アイ・ビー・エム株式会社）
ASIN: B00ALQAH4M

## ノベライズ
原案者の広尾明によるノベライズ作品が角川スニーカー文庫から、草原ゆうみによるノベライズ作品が「小説版 世界名作劇場」シリーズで竹書房文庫からそれぞれ出版されている。両者の内容は若干異なっており、竹書房版はテレビシリーズのシナリオを基にしているため内容もこれに準拠している。またテレビシリーズでは一行が乗船する船の名前が「ペペロンチーノ号」であるが、小説では「ペペロンチーニ号」と、細かな差異も見受けられる。